# Cratere Benedict
Benedict è un cratere lunare di 13,83 km situato nella parte nord-occidentale della faccia nascosta della Luna.